# Joeri Verlinden
Joeri Jordi Verlinden (Roermond, 22 de enero de 1988) es un deportista neerlandés que compite en natación, especialista en el estilo mariposa.
Ganó dos medallas en el Campeonato Europeo de Natación de 2010 y cinco medallas en el Campeonato Europeo de Natación en Piscina Corta entre los años 2010 y 2019.
Participó en dos Juegos Olímpicos de Verano, en los años 2012 y 2016, ocupando el sexto lugar en Londres 2012, en la prueba de 100 m mariposa.

## Palmarés internacional
| Campeonato Europeo                  | Campeonato Europeo       | Campeonato Europeo | Campeonato Europeo     |
| Año                                 | Lugar                    | Medalla            | Prueba                 |
| ----------------------------------- | ------------------------ | ------------------ | ---------------------- |
| 2010                                | Budapest (Hungría)       | Medalla de plata   | 100 m mariposa         |
| 2010                                | Budapest (Hungría)       | Medalla de bronce  | 4 × 100 m estilos      |
| Campeonato Europeo en Piscina Corta |                          |                    |                        |
| Año                                 | Lugar                    | Medalla            | Prueba                 |
| 2010                                | Eindhoven (Países Bajos) | Medalla de plata   | 100 m mariposa         |
| 2010                                | Eindhoven (Países Bajos) | Medalla de bronce  | 50 m mariposa          |
| 2012                                | Chartres (Francia)       | Medalla de bronce  | 200 m mariposa         |
| 2017                                | Copenhague (Dinamarca)   | Medalla de oro     | 4 × 50 m estilos mixto |
| 2019                                | Glasgow (Reino Unido)    | Medalla de plata   | 4 × 50 m estilos mixto |